# Kerk van Skærbæk
De Kerk van Skærbæk (Deens: Skærbæk Kirke) is een luthers kerkgebouw van de Deense Volkskerk in Skærbæk in de Deense gemeente Tønder.

## Beschrijving
De van graniet en baksteen gebouwde kerk betreft een grote dorpskerk, die rond 1150 werd gebouwd en veel van het oude karakter heeft weten te bewaren. Door de zuidelijke (en later ook oostelijke) ontwikkeling van Skærbæk staat de kerk tegenwoordig niet meer centraal, maar in het noordelijke gebied van de bebouwing.
De kerk duikt voor het eerst in 1292 in bronnen op en was toen gewijd aan de heilige apostelen Simon en Judas. Het kerkschip werd vermoedelijk in de vroege middeleeuwen verlengd. Oorspronkelijk kende de kerk een zuidelijke en noordelijke toegang, maar beide zijn tegenwoordig dichtgemetseld. In het koor bevinden zich nog enkele oorspronkelijke ramen, maar tegelijkertijd met de bouw van de beide kruisarmen in de jaren 1716-1718, die enkele toevoegingen vervingen, kreeg het kerkschip in de jaren 1863-1864 nieuwe ramen. Voor de transepten werd het vrijgekomen bouwmateriaal hergebruikt en het bovenste deel met bakstenen afgewerkt. Op het zuiden van de kerk stond vroeger een middeleeuwse kapel, waarin later de sacristie werd ondergebracht totdat de sloop in de 18e eeuw volgde. Op het noorden stond nog een uitbreiding van slechte kwaliteit die nog enige tijd als schoolruimte dienstdeed.
De toren werd in de laat-gotische tijd toegevoegd (1509) en is van het zogenaamde Tørninglen-type, een term die in 1920 door het Nationaal Museum werd geïntroduceerd voor de torenspits die kenmerkend is voor het toenmalige gebied Tørninglen. De hoogte van de toren is 32 meter en heeft een piramidespits met driezijdige puntgevels op elke kant. Op de spits bevindt zich een windvaan uit 1737 en draagt de initialen HAPB van een voormalige predikant. In de toren hangen twee klokken: één uit 1748 en één uit 1965. Het huidige zuilenportaal in de toren werd in 1869 hier geplaatst en bevond zich oorspronkelijk aan de zuidelijke kant. Het hoge gotische raam aan de westelijke kant van de toren werd toen dichtgemetseld.

## Interieur

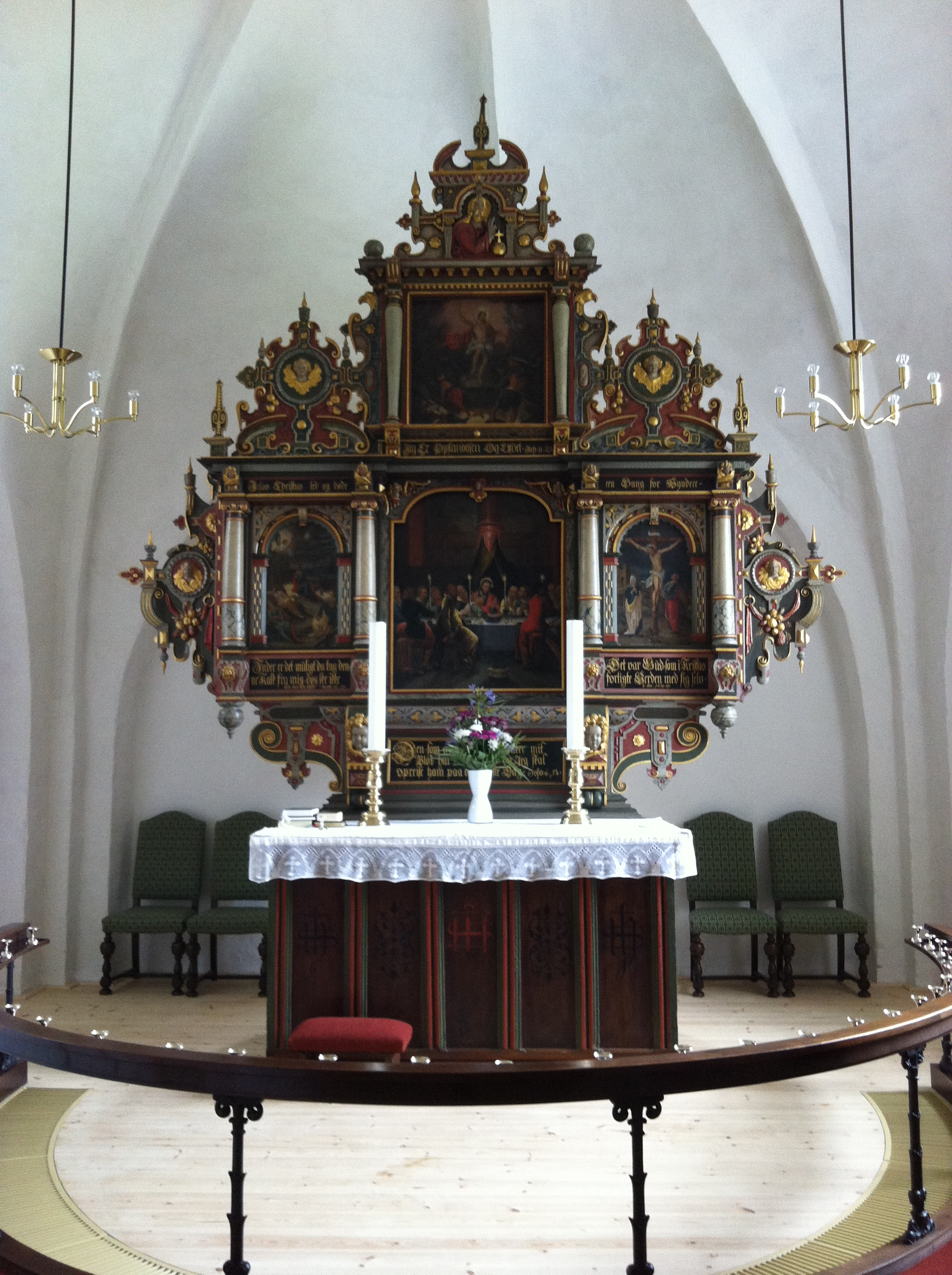
Altaar

In de jaren 1930 onderging de kerk een belangrijke restauratie. Het kerkmeubilair werd gerestaureerd en in de periode 1937-1937 volgde het leggen van een nieuwe vloer van rode steen en de plaatsing van nieuwe kerkbanken. Het kerkschip heeft gewelven, die in het midden van de jaren 1300 werden ingebracht. De beide transepten hadden oorspronkelijk een gepleisterd plafond, maar tegenwoordig een balkenplafond.
In samenhang met de vervanging van het verwarmingssysteem werd recent een nieuwe vloer van gele baksteen gelegd. De banken werden herschikt en enigszins veranderd. Onder de viering ontstond een grote ruimte ten behoeve van het organiseren van onder meer concerten en er werden nieuwe kroonluchters opgehangen.
Het doopvont is met afstand het oudste voorwerp in de kerk. Het is afkomstig uit Gotland en werd waarschijnlijk nog tijdens de bouw door de kerk aangeschaft, d.w.z. tussen 1150 en 1200. Het met kelkbladeren versierde doopvont behoort stilistisch tot de overgang van de romaanse naar gotische stijl. Gotland stond destijds in nauw contact met de Europese machtscentra, waar de gotiek in de late jaren 1100 reeds opkwam, terwijl in het conservatieve en geïsoleerde Denemarken de oude romaanse stijl ook na 1200 nog werd toegepast. De barokke messing doopschaal stamt uit het jaar 1734.
Het kerkaltaar stamt uit het midden van de jaren 1300. Tijdens een restauratie in 1932 vond men een holte in het altaar met daarin een reliekhoudertje. De stukjes perkament vermelden dat de vier in rode zijde bewaarde botsplinters van Sint Paulinus en de 11.000 maagden afkomstig waren. Men kan dus gevoeglijk aannemen dat het hoofdaltaar van de kerk in de katholieke tijd op enig moment aan Paulinus de belijder en de 11.000 maagden was gewijd. Het altaarstuk is uit de tijd van de late renaissance. De altaarschilderijen zijn origineel en stammen uit 1631. Wie de schilder ervan was is onbekend, maar waarschijnlijk betrof het een lokale kunstenaar omdat er ook soortgelijke schilderijen aan naburige kerkgebouwen werden geleverd. Het hoofdschilderij stelt het Laatste Avondmaal voor, links is Christus in de hof te zien en rechts de Kruisiging, terwijl het bovenste schilderij de Hemelvaart voorstelt.
Het is niet met zekerheid te zeggen wie de preekstoel bouwde, maar de kansel is vergelijkbaar met die van een aantal nabijgelegen kerken: Roager (uit 1607), Mjolden (1609), Randerup (1611) en Wide (1612). De kansel van Skærbæk stamt uit 1606 en zou dan de oudste in de rij zijn. De velden van de kanselkuip tonen reliëfs van de Doop, de Kruisiging, de Opstanding, de Hemelvaart en het Jongste Gericht. Ze worden aangevuld met teksten die op de reliefs van toepassing zijn. Er was vroeger ook een klankbord, dat mogelijk verdween in 1716-1718 toen de beide dwarsschepen werden gebouwd en er veranderingen aan de kansel werden uitgevoerd.
Het gotische kruisbeeld, dat zich oorspronkelijk boven de koorboog bevond en tegenwoordig aan de noordelijke muur hangt, stamt uit het laatste kwart van de jaren 1400. Bij de restauratie in 1932 werden de oudst bekende kleuren hersteld. Tevens werden het aureool vernieuwd en enkele ontbrekende tenen en vingers aangevuld. Aan het einde van de kruisarmen bevinden zich in een vierpas de symbolen van de evangelisten.
In het zuidelijke zijschip hangt een grote gedenktafel voor de 56 gevallen mannen in de parochie tijdens de Eerste Wereldoorlog. Het werd in 1921 van eikenhout gemaakt door H. Hansen uit Skærbæk en in jugendstil gesneden. Daarnaast is er ook een romaanse grafzerk met ingegraveerde kruisen te zien.

## Orgel
Het orgel op de westelijke galerij stamt uit 1879 en werd door Furtwängler en Zonen uit Elze bij Hildesheim gebouwd. Het bezit 16 registers verdeeld over twee manualen en pedaal. De houten orgelkas is in neogotische stijl. De spaarbank van Skiærbæk maakte de bouw mogelijk, waaraan met zoveel woorden aan de orgelkas opzichtig wordt herinnerd.